# Gabriel Soares de Sousa
Gabriel Soares de Sousa (Portugal, década de 1540  — Bahia, 1591) foi um agricultor e empresário português, e um estudioso e historiador do Brasil.

## Biografia
Foi para o Brasil entre os anos de 1565 e 1569. Na Bahia estabeleceu-se como colono agrícola. Ali casou e prosperou a ponto de nos 17 anos de estada se fazer senhor de um engenho de açúcar, e abastado, como do seu testamento se depreende. Ganhando com a fortuna posição, foi dos homens bons da terra e vereador da Câmara de Salvador. 
Um irmão seu que, parece, o precedera, havia feito explorações no sertão do rio São Francisco, onde presumira haver descoberto minas preciosas. Falecido ele, quis Gabriel Soares prosseguir as suas explorações e descobrimentos. Com este propósito passou à Europa em 1584, a fim de solicitar da Corte de Madri autorização e favores para o seu empreendimento de procura e exploração de tais minas. Por justificar seus projetos e requerimentos, e angariar-se a boa vontade dos que podiam fazer-lhe as graças pedidas, nomeadamente do Ministro D. Cristóvão de Moura, redigiu nos quatro anos de 1584 a 1587 o longo memorial, como ele próprio lhe chamou, que conservado inédito até o século XIX, foi nele publicado sob títulos diferentes, o qual constitui uma verdadeira enciclopédia do Brasil à data da sua composição.
Soares, sujeito de bom nascimento se não fidalgo de linhagem, suficientemente instruído, sobreinteligente, era curioso de observar e saber, e excelente observador como revela o livro. Embora determinado por uma necessidade de momento, não foi este composto de improviso e de memória. Para o redigir serviu-se, como declara, das “muitas lembranças por escrito” que nos 17 anos da sua residência no Brasil fez do que lhe pareceu digno de nota. Obtidas as concessões e favores requeridos, nomeado capitão-mor e governador da conquista que fizesse e das minas que descobrisse, voltou ao Brasil em 1591, com uma expedição de 360 colonos e quatro frades. 
Malogrou-se-lhe completamente a empresa, pois não só naufragou nas costas de Sergipe mas depois veio, com o resto da expedição que conseguira salvar do naufrágio e reconstituíra na Bahia, a perecer nos sertões pelos quais se internara. Faleceu no final de 1591, perto das cabeceiras do rio Paraguaçu.
Seus ossos foram sepultados na capela-mor da igreja do mosteiro de São Bento, tendo sobre a lápide que os recobre o epitáfio: “Aqui jaz um pecador” segundo o disposto no testamento. Deste documento induz-se que era homem abastado, devoto, nimiamente cuidadoso da salvação da sua alma, mediante esmolas, obras pias, missas e quejandos recursos que aos católicos se deparam para o conseguir.

## Obra
Não é propriamente literária a obra de Gabriel Soares, nem pela inspiração, nem pelo propósito, nem pelo estilo. Só o é no sentido, por assim dizer material, da palavra literatura. O estilo é, como pertinentemente mostrou Francisco Adolfo de Varnhagen, aliás achando-lhe encanto que lhe não conseguimos descobrir rude, primitivo e pouco castigado, mas em suma menos viciado dos defeitos dos somenos escritores contemporâneos, mais desartificioso do que o começavam a usar os seus coevos, como de homem que não fazia literatura e não cuidava de imitar os que a faziam.
É grande, porém, o mérito especial dessa obra. Notícia do Brasil ou Tratado descritivo do Brasil em 1587, é seu título.
Francisco Adolfo de Varnhagen, se o encareceu, não o exagerou demasiado escrevendo, ele que mais do que ninguém a estudou e conheceu:
Como corógrafo o mesmo é seguir o roteiro de Soares que o de Pimentel ou de Roussin; em topografia ninguém melhor do que ele se ocupou da Bahia; como fitólogo faltam-lhe naturalmente os princípios da ciência botânica; mas Dioscórides Plínio não explicam melhor as plantas do velho mundo que Soares as do novo, que desejava fazer conhecidas. A obra contemporânea que o jesuíta José de Acosta publicou em Sevilha em 1590, com o título de História natural e moral das Índias e que tanta celebridade chegou a adquirir, bem que pela forma e assuntos se possa comparar à de Soares, é-lhe muito inferior quanto à originalidade e cópia de doutrina. O mesmo dizemos das de Francisco Lopes de Câmara e de Gonçalo Fernandez de Oviedo. O grande Azara, com o talento natural que todos lhe reconhecem, não tratou instintivamente, no fim do século passado, da zoologia austro-americana melhor que o seu predecessor português; e numa etnografia geral de povos bárbaros, nenhumas páginas poderão ter mais cabida pelo que respeita ao Brasil, o que nos legou o senhor do engenho das vizinhanças de Jequiriçá. Causa pasmo como a atenção de um só homem pôde ocupar-se em tantas cousas “que juntas se vêem raramente”, como as que se contêm na sua obra, que trata a um tempo, em relação ao Brasil, de geografia, de história, de topografia, de hidrografia, de agricultura entretrópica, de horticultura brasileira, de matéria médica indígena em todos os seus ramos e até de mineralogia.
Não é excessivo este juízo, e quem o emitia tinha competência para o fazer.
Diz o autor da obra Brasiliana da Biblioteca Nacional:
O grande valor histórico e etnográfico desse texto é o de ter conseguido o milagre de ter retirado seu autor do anonimato a que fora relegado por cerca de três séculos. Gabriel Soares de Sousa é uma das principais figuras lusitanas que souberam perceber o sentido grandioso, ufanista, da terra brasileira como "novo reino, pois está capaz para se edificar nele um grande império, o qual com pouca despesa destes reinos se fará tão soberano que seja um dos Estados do mundo.